# Colour Scream
Colour Scream war eine US-amerikanische New-Wave- und Indie-Rock-Band aus Nordkalifornien. Die Band wurde Ende der 1980er Jahre gegründet und umfasste die Musiker Michael Long (Gitarre, Gesang), Jeff Watson (Bass), Asa Sanchez (Keyboard) und Mark Long (Schlagzeug).

## Geschichte
Color Scream war eine Band aus Campbell, einer Kleinstadt im Santa Clara County im US-Bundesstaat Kalifornien, die mit einer Vielzahl von Stilen auf einem sechs Stücke umfassendes Mini-Album Living and Dying im Jahr 1988 beim Independent Label Whet Reign Records veröffentlicht wurde. Ein Jahr später wurde noch eine fünf Stücke umfassende Maxi-Single mit dem Titel Dance No More auf den Markt gebracht. Das 1988 erschienene Mini-Album und die 1989 ausgekoppelte Maxi-Single dieser relativ kurzlebigen US-amerikanischen Band kombiniert die Dunkelheit des Post-Punk mit der Tanzbarkeit von Synthpop. Die musikalische Richtung der Band, stellvertretend der Song Across the Sky, weist starke Einflüsse diverser Rock-Pop- und Wave-Gruppen auf wie Cactus World News, A Flock of Seagulls, Then Jerico, The Outfield, Sideway Look oder The Icicle Works, die in dieser Zeitepoche Mitte bis Ende der 1980er Jahre stilistisch zumeist ihren Höhepunkt hatten.
Konzerte und Live-Auftritte der Band Colour Scream fanden Ende der 1980er Jahre häufig in der Umgebung von San José statt. 1992 löste sich die Gruppe wieder auf.
Die Freunde Jeff Watson und Michael Long, die beide in San José aufgewachsen waren, gründeten einige Jahre später in Los Angeles zusammen mit Chris Etzler und Sowbug Lord die Gruppe Drill Team und brachten 1998 das deutlich rockigere und härtere Grunge-Album Hope and Dream Explosion beim Reprise Records Label heraus. Produziert wurde die CD von David Kahne, Alan Winstanley und Clive Langer.
Der Keyboarder Asa Sanchez gründete später zusammen mit Heather Leveroni (Gesang), Shane Bergman (Gitarre, Gesang), Andy Headrick (Percussion) und Cory Sklar (Bass) die in San Francisco beheimatete Psychedelic-Rock und Blues-Gruppe Winter Teeth. Die Band veröffentlichte im Jahr 2013 das Album Stories from the Fire.

## Diskografie

### Alben
- 1988: Living and Dying (Whet Reign Records – ML 0067)[10]

### Maxi-Singles
- 1989: Dance No More (Whet Reign Records – WR 1201)[11]